# Riksväg 36, Norge
Riksväg 36 (norska: Riksvei 36) är en riksväg i Telemark fylke i södra Norge som går mellan orten Skjelsvik i Porsgrunns kommun och tätorten Seljord i Seljords kommun. Den passerar genom kommunerna Porsgrunn, Skien, Nome, Midt-Telemark och Seljord.
Vägen är 93,8 kilometer lång och asfalterad. Den passerar bland annat genom tätorterna Ulefoss, Gvarv och Bø.

## Anslutningar
Riksväg 36 ansluter till:
- Fylkesväg 354 (vid Skjelsvik)
- Europaväg 18 (vid Skjelsvik)
- Fylkesväg 356 (vid Porsgrunn)
- Fylkesväg 32 (vid Skien)
- Fylkesväg 59 (vid Skien)
- Fylkesväg 357 (vid Skien)
- Fylkesväg 353 (vid Solum)
- Fylkesväg 359 (vid Ulefoss)
- Fylkesväg 360 (vid Gvarv)
- Fylkesväg 359 (vid Bø)
- Europaväg 134 (vid Seljord)

## Bilder

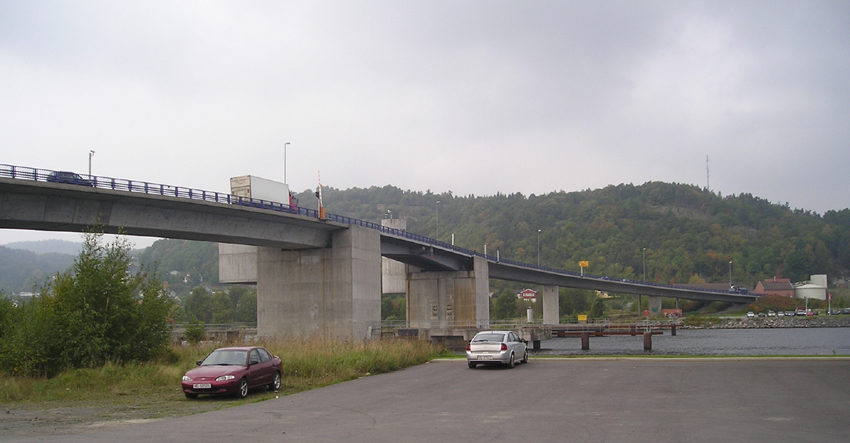
Riksväg 36 vid Frednesbron.
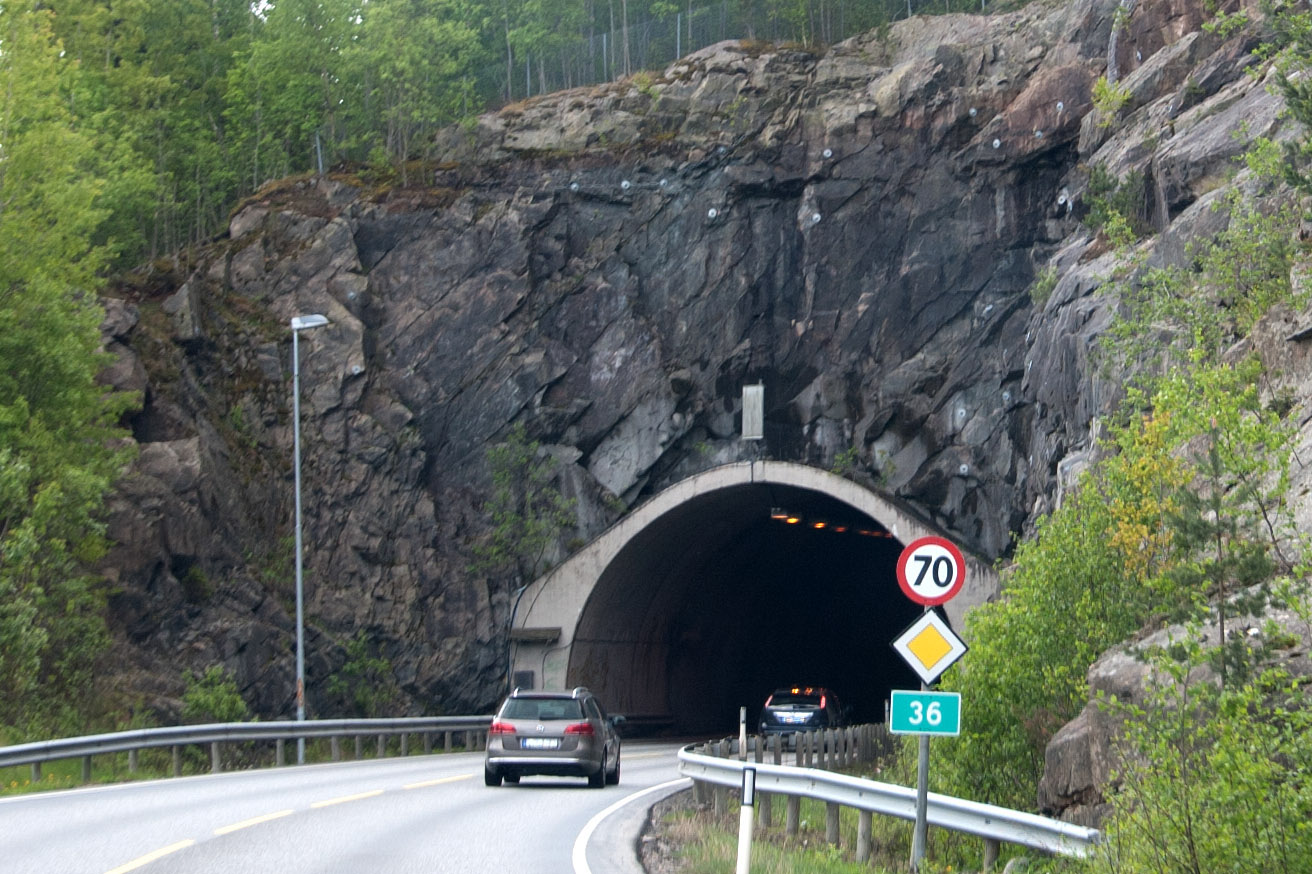
Riksväg 36 vid Slåttekåstunneln.
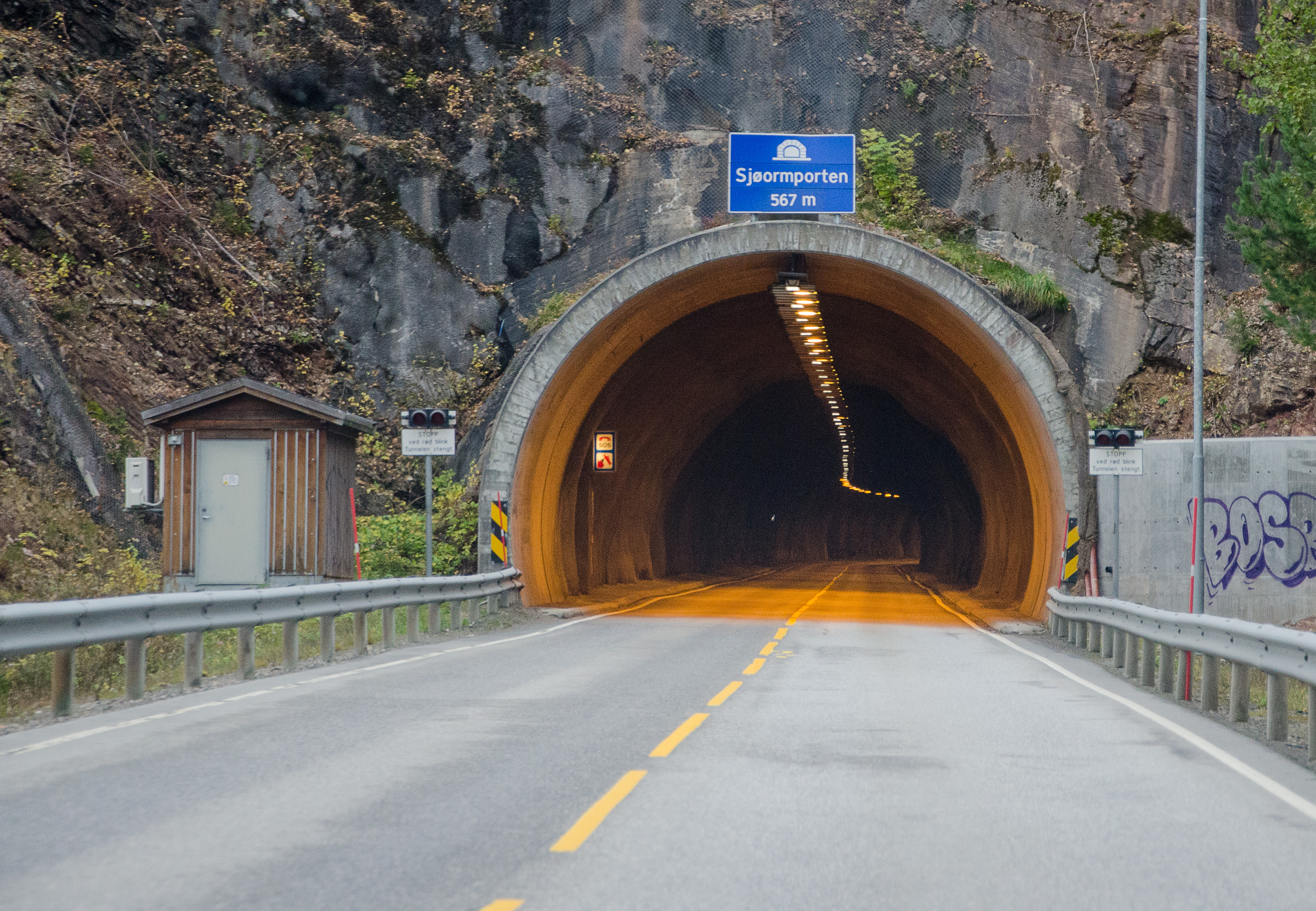
Riksväg 36 vid Sjøormsporten.